# Dinagat (ville)
Pour les articles homonymes, voir Dinagat.
Dinagat est une localité de la province des Îles Dinagat, aux Philippines. En 2015, elle compte 10 632 habitants.

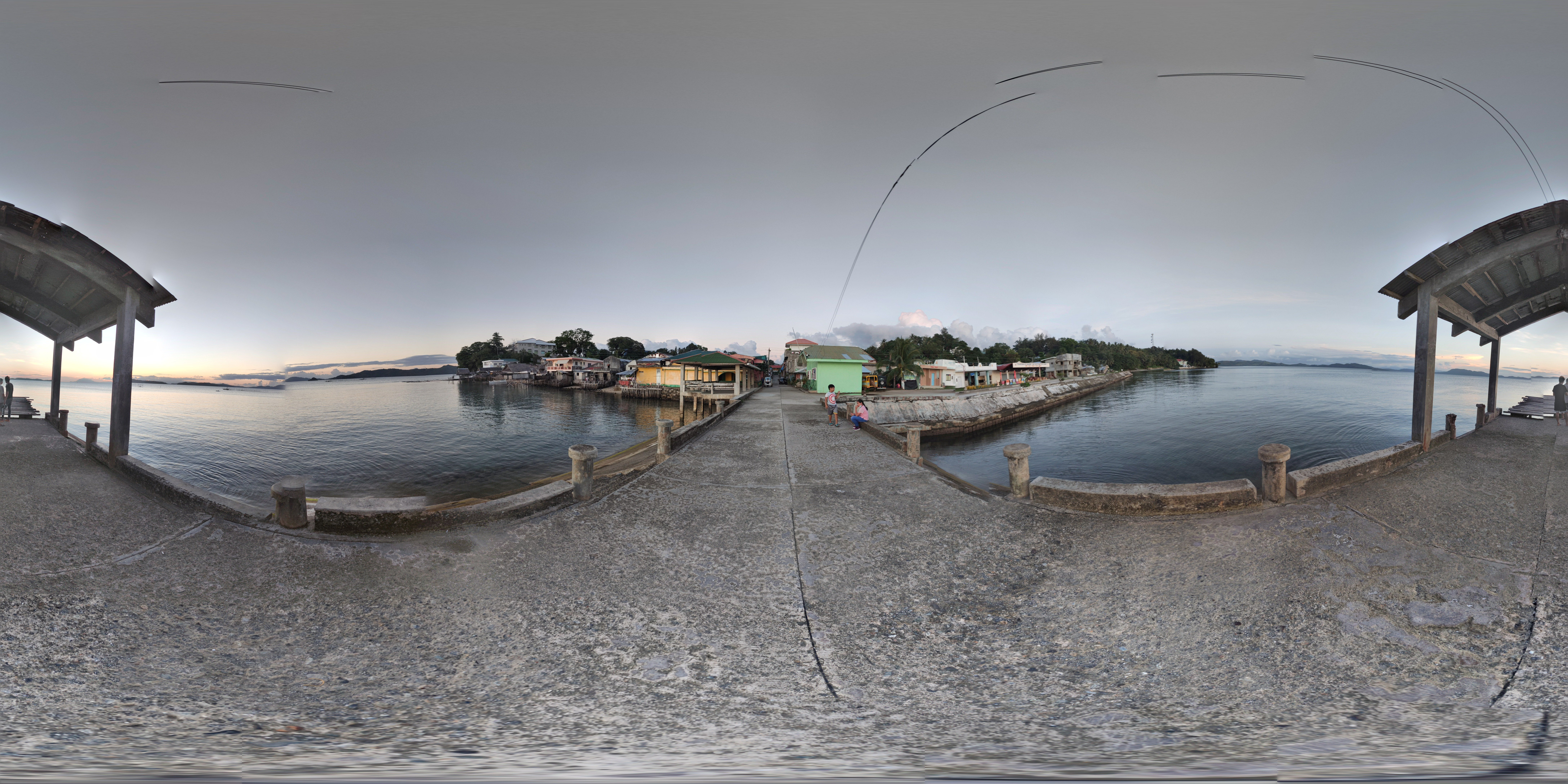
Prise de vue à 360° de la plage blanche de Barangay au quai de Dinagat, célèbre pour sa scène de coucher de soleil